# 恋の夜行列車
「恋の夜行列車」（こいのやこうれっしゃ）は、ずうとるびの7枚目のシングル。
1975年12月20日にエレックレコードから発売された。

## 解説
- 今作の作詞・作曲は、デビューシングル、「透明人間」から6作ぶりにA面での作詞となる、山田隆夫（B面の作詞・作曲は4作ぶり）。
- 今作のタイトルの元ネタは、モンキーズのデビュー曲である「恋の終列車（Last Train To Clarksville）」である。
- 山田はモンキーズのようなポップ色の強いバンドを目指していたが、他のメンバーはバンド名の由来ともなったビートルズのようなロックバンドを目指していたことから口論や喧嘩も絶えなかった。[1]
- また、この曲はのちに結婚する[2]吉川桂子のために作った曲だった事を山田が著書で明かしている[3]。

## 収録曲
A面
- 恋の夜行列車

B面
- お手紙下さい
  - 両楽曲とも、作詞・作曲：山田隆夫[4]